# ائتلاف اصلاح‌طلبان (۱۳۸۷–۱۳۸۶)
ائتلاف اصلاح‌طلبان اتحاد انتخاباتی اصلی جناح اصلاح‌طلبان در هشتمین انتخابات مجلس شورای اسلامی بود.
این اتحاد به تشویق سید محمد خاتمی و از حدود ۳۰ حزب و گروه سیاسی تشکیل شد. با این حال، حزب اعتماد ملی به دبیرکلی مهدی کروبی، به دلیل تعارض با جریان اصلی اصلاح‌طلبان، به این ائتلاف نپیوست و فهرست نامزدهای خود را جداگانه ارائه داد.

## اعضای ائتلاف
در هنگام تشکیل ائتلاف اصلاح‌طلبان، شورای هماهنگی جبهه اصلاحات دارای ۲۱ عضو بود که به جز حزب مردم‌سالاری و انجمن اسلامی مهندسان ایران، ۱۹ عضو دیگر به ائتلاف پیوستند.
اعضای شورای هماهنگی جبهه اصلاحات با (*) مشخص شده‌اند.

### حزب‌های کشوری
1. مجمع روحانیون مبارز
2. جبهه مشارکت ایران اسلامی*
3. سازمان مجاهدین انقلاب اسلامی ایران*
4. حزب اسلامی کار*
5. حزب همبستگی ایران اسلامی*
6. حزب کارگزاران سازندگی ایران*
7. خانه کارگر*
8. حزب جوانان ایران اسلامی*
9. مجمع مدرسین و محققین حوزه علمیه قم*
10. انجمن اسلامی معلمان ایران*
11. انجمن اسلامی جامعه پزشکی ایران*
12. انجمن اسلامی مدرسین دانشگاه‌ها*
13. مجمع نمایندگان ادوار مختلف مجلس شورای اسلامی*
14. حزب اراده ملت ایران*
15. انجمن روزنامه‌نگاران زن ایران*
16. مجمع نیروهای خط امام*
17. مجمع فرهنگیان ایران اسلامی*
18. انجمن مدیران و متخصصین صنعتی و اقتصادی ایران*
19. مجمع دانش‌آموختگان ایران اسلامی*
20. حزب آئین مردم
21. حزب پاک ایران
22. مجمع اسلامی کارمندان خط امام

### حزب‌های استانی
1. حزب مشارکت‌های مردمی استان گیلان
2. کانون اسلامی دانشگاهیان خراسان
3. سازمان دانشجویان و دانش‌آموختگان استان خوزستان
4. کانون همبستگی دانشجویان و فارغ‌التحصیلان استان تهران
5. جامعه روحانیت مبارز تبریز

### سایر گروه‌ها
1. فراکسیون خط امام*
2. انجمن اصلاحات ایران

## تشکیلات
نخستین اقدام برای تشکیل ائتلاف به منظور شرکت در انتخابات مجلس، از اسفند ۱۳۸۵ آغاز شد. سید محمد خاتمی (روحانیون) طی دو نشست، حدود ۲۰۰ نفر از اصلاح‌طلبان را گردهم آورد تا یک گروه منتخب از بین این افراد که برآیند سلایق مختلف اصلاح‌طلبان باشد، سازماندهی و برنامه‌ریزی برای انتخابات آتی را بر عهده بگیرد. در ابتدا ۲۲ نفر توسط جمع مذکور انتخاب شدند و سپس با افزوده شدن ۸ نفر دیگر، یک گروه ۳۰ نفره با عنوان «مجمع مشورتی اصلاح‌طلبان» به ریاست سید عبدالواحد موسوی لاری (روحانیون) شکل گرفت. این مجمع در شهریور ۱۳۸۶، به «شورای سیاست‌گذاری ائتلاف اصلاح‌طلبان» تغییر نام داد. برنامهٔ ائتلاف اصلاح‌طلبان در روز ۲۴ بهمن رسماً منتشر شد.

### ستاد مرکزی
اعضای حقیقی ستاد ائتلاف شامل سید صفدر حسینی (مشارکت)، علی‌اصغر احمدی (همبستگی)، مجید انصاری (روحانیون)، محمد سلامتی (مجاهدین انقلاب)، سید حسین مرعشی (کارگزاران)، اشرف بروجردی (مشارکت / زنان)، حبیب‌الله بیطرف (مشارکت) و حسین کمالی (کار) به همراه اعضای حقوقی شامل رئیس ستاد تهران بزرگ و رئیس شورای سیاست‌گذاری ائتلاف اصلاح‌طلبان بودند. همچنین اعضای علی‌البدل شامل محمدرضا ظفرقندی (جامعه پزشکی) و مهدی علیخانی (جوانان) بودند. مسئولان ستاد مرکزی به شرح زیر بود:
| عنوان                         | نام                      | وابستگی حزبی   |
| ----------------------------- | ------------------------ | -------------- |
| رئیس                          | سید عبدالواحد موسوی لاری | روحانیون       |
| قائم‌مقام                      | سید حسین مرعشی           | کارگزاران      |
| دبیر                          | علی‌اصغر احمدی            | همبستگی        |
| کمیته                         | رئیس کمیته               | وابستگی حزبی   |
| امور استان‌ها                  | سید صفدر حسینی           | مشارکت         |
| تبلیغات و اطلاع‌رسانی          | عبدالله ناصری طاهری      | مجاهدین انقلاب |
| تدوین برنامه                  | حبیب‌الله بیطرف           | مشارکت         |
| تشکل‌های سیاسی، اجتماعی و صنفی | محمد سلامتی              | مجاهدین انقلاب |
| حقوقی و سلامت انتخابات        | مجید انصاری              | روحانیون       |
| زنان و جوانان                 | اشرف بروجردی             | مشارکت / زنان  |
| سیاسی                         | سید عبدالواحد موسوی لاری | روحانیون       |
| مدیریت و پشتیبانی             | سید حسین مرعشی           | کارگزاران      |

کمیتهٔ زنان و جوانان از گروه‌های «زنان» به ریاست خانم جهادی و «جوانان و دانشجویان» به ریاست زهرا اشراقی (زنان) تشکیل شده بود که در گروه «جوانان و دانشجویان»، سید شهاب‌الدین طباطبایی (مشارکت) به عنوان مسئول بخش جوانان و حمید چوبینه (مشارکت) به عنوان مسئول بخش دانشجویان فعالیت کردند.

### ستادهای استانی
رئیسان ستادهای استانی ائتلاف اصلاح‌طلبان در ۳۰ استان کشور به شرح زیر بود:
| استان               | رئیس ستاد                 | وابستگی حزبی              |
| ------------------- | ------------------------- | ------------------------- |
| آذربایجان شرقی      | کریم عابدی                | مشارکت                    |
| آذربایجان غربی      | صادق محسن‌پور              | —                         |
| اردبیل              | اروجعلی محمدی             | مشارکت                    |
| اصفهان              | فتح‌الله معین              | —                         |
| ایلام               | علی زینی‌وند               | —                         |
| بوشهر               | مسعود شکوهی               | فرهنگیان                  |
| تهران (تهران بزرگ)  | مرتضی حاجی↓سید حسین مرعشی | مشارکت / مدیران↓کارگزاران |
| تهران (کرج)         | محمد موحد                 | —                         |
| تهران (سایر حوزه‌ها) | ابراهیم رضایی بابادی      | مشارکت                    |
| چهارمحال و بختیاری  | اسفندیار آهنجیده          | کار                       |
| خراسان جنوبی        | احمد حاجی‌زاده             | —                         |
| خراسان رضوی         | سید مجتبی سادات‌محمدی      | دانشگاهیان                |
| خراسان شمالی        | براتعلی حاتمی             | معلمان                    |
| خوزستان             | غلامرضا شریعتی            | مجاهدین انقلاب            |
| زنجان               | رسول بیات                 | همبستگی                   |
| سمنان               | سید مسعود سیادتی          | مشارکت / معلمان           |
| سیستان و بلوچستان   | علی غلامی                 | مشارکت                    |

| استان                          | رئیس ستاد          | وابستگی حزبی          |
| ------------------------------ | ------------------ | --------------------- |
| فارس                           | عبدالحمید معافیان  | —                     |
| قم                             | علی‌محمد فراهانی    | مهندسان               |
| قزوین                          | ابراهیم عبدالرزاقی | خط امام               |
| کردستان                        | حسین فیروزی        | مشارکت                |
| کرمان                          | محمد میرزایی       | —                     |
| کرمانشاه                       | ابراهیم فتاحی      | مشارکت / خط امام      |
| کهگیلویه و بویراحمد (کهگیلویه) | گل‌محمد مسلمی       | مشارکت                |
| کهگیلویه و بویراحمد (بویراحمد) | سید رضا عسگری      | مشارکت                |
| کهگیلویه و بویراحمد (گچساران)  | علی خواجوی         | مشارکت                |
| گلستان                         | محمدرضا محمدخانی   | —                     |
| گیلان                          | سید احمد حسینی     | —                     |
| لرستان                         | علی تیموری         | معلمان                |
| مازندران                       | مهدی احمدی فولادی  | معلمان                |
| مرکزی                          | داود باقری         | مشارکت                |
| هرمزگان                        | عباس فضلی          | روحانیون / مدرسین     |
| همدان                          | حسین لقمانیان      | مشارکت / دانش‌آموختگان |
| یزد                            | محمدحسین توحیدی‌فر  | جامعه پزشکی           |

ستاد تهران بزرگ
| عنوان                      | نام                       | وابستگی حزبی              |
| -------------------------- | ------------------------- | ------------------------- |
| رئیس                       | مرتضی حاجی↓سید حسین مرعشی | مشارکت / مدیران↓کارگزاران |
| قائم‌مقام                   | شهاب‌الدین غندالی          | مشارکت                    |
| معاون اقشار و تشکل‌ها       | علی تاجرنیا               | مشارکت / جامعه پزشکی      |
| معاون امور مناطق           | محمدجواد امام             | مجاهدین انقلاب            |
| معاون تبلیغات و اطلاع‌رسانی | جهانبخش خانجانی           | کارگزاران                 |
| رئیس دفتر حقوقی            | سید محمود میرلوحی         | مشارکت / همبستگی          |
| رئیس دفتر سیاسی            | محمود زمانی قمی           | اعتماد ملی                |